# Chapim-de-bigodes
O chapim-de-bigodes (Panurus biarmicus) é uma ave passeriforme, sendo a única espécie da família Panuridae. Embora seja apelidado de chapim-de-bigodes, não é um verdadeiro chapim. O termo biarmicus é derivado da região Biármia

## Habitat

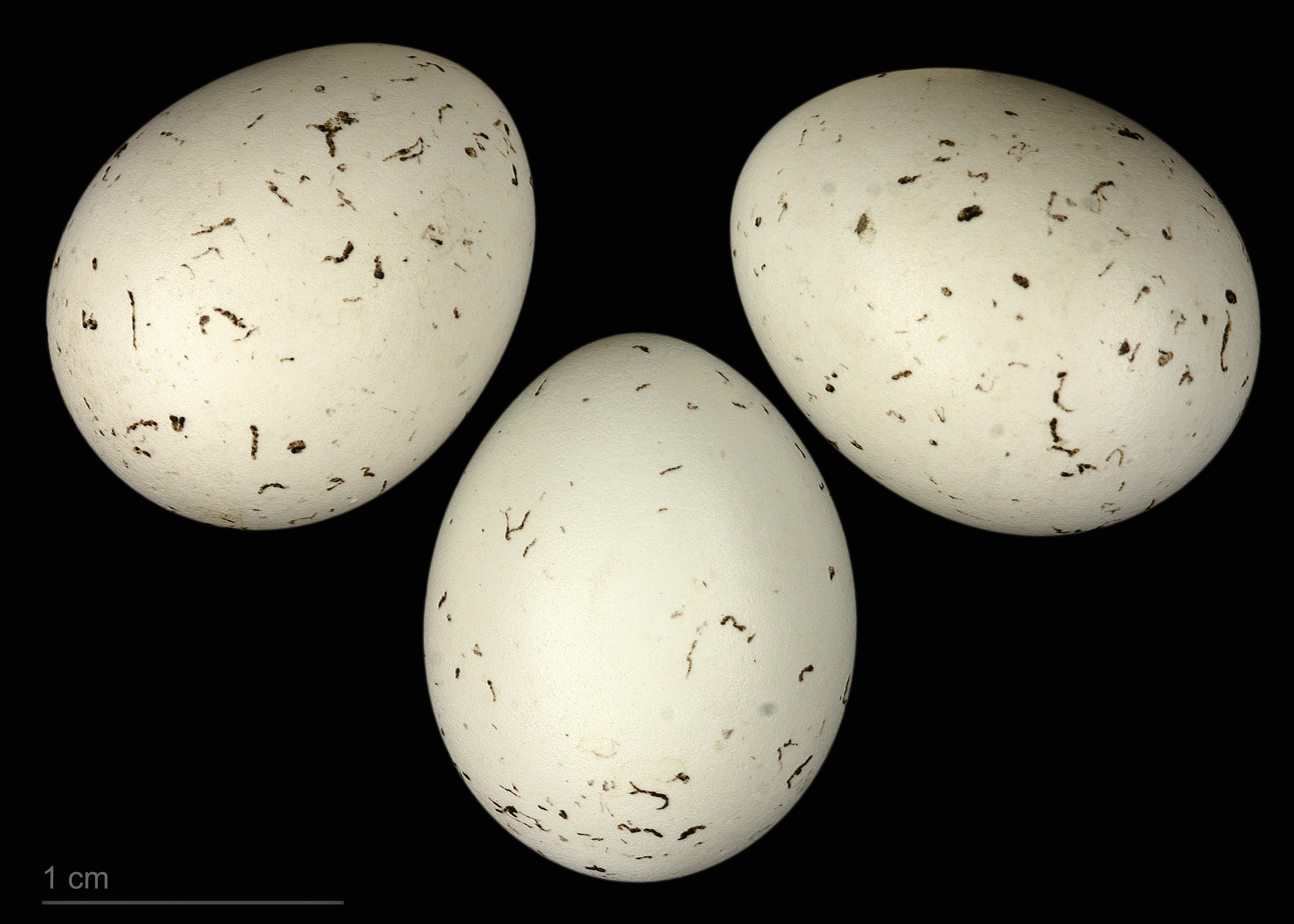
Panurus biarmicus biarmicus - (MHNT)

É uma espécie de climas temperados da região paleoártica, não migrante.